# فجر (سوره)
سوره فجر دارای ۳۰ آیه است. کلمه فجر به معنی سپیده دم است. آنگلیکا نویورت معتقد است این سوره در طول زمان گسترش پیدا کرده‌است؛ درحالی که هستهٔ اولیهٔ سوره قافیه‌های مشابهی دارند، قافیه در آیات الحاقی متفاوت است.

## محتوای سوره
این سوره اشاره‌ای به بعضی از اقوام پیشین مانند قوم عاد و قوم ثمود و فرعون؛ و انتقام شدید خدا از آنان کرده‌است، تا قدرتهای دیگر حساب خود را برسند. در بخش دیگر این سوره اشاره مختصری به امتحان و آزمایش انسان دارد. در پایان به مسئله معاد و سرنوشت مجرمان و کافران؛ و همچنین پاداش عظیم مؤمنانی که صاحب نفوس مطمئنه هستند می‌پردازد.

## آیات الحاقی
به گفتهٔ آنگلیکا نویورت، با توجه به سبک ادبی و کیفیت فنی سوره، در سورهٔ فجر نشانه‌های گسترش در طول زمان دیده می‌شود. هستهٔ اولیهٔ سوره متشکل از آیات ۱–۱۴, ۱۷–۲۲ و ۲۵–۲۶ بوده‌است. آیات ۱۵–۱۶ که از حد معمولاً سوره بلندتر هستند بعداً برای سرزنش انسان اضافه شده‌اند. آیهٔ ۲۳ هم که طولانی‌تر از حد معمولاً است، برای تکمیل محتوای آخرالزمانی سوره در آیات ۲۱–۲۲ افزوده شده‌است. آیهٔ ۲۴ نیز به همین ترتیب، خاصه اینکه این آیه قافیه هم ندارد. در اصل، این سوره با توصیف سرنوشت نهایی گناهکاران به پایان می‌رسیده، ولی آیات پایانیِ ۲۷–۳۰ که دعوت به ورود به بهشت می‌کنند برای ایجاد تضاد میان سرنوشت نهایی مؤمنان و کافران به آن الحاق شده‌اند؛ با این وجود، آیات پایانی فعلی از نظر ریتم نسبت به آیات قبلی کندتر هستند. آیات قدیمی سوره قافیه‌های یکسانی دارند، ولی آیات الحاقی قافیه‌های متفاوتی دارند.

## دیدگاه سنتی اسلامی

### نزول
چهلمین سوره‌ای است که در سال دوم یا سوم بعثت در مکه نازل شده‌است.
سوره «فجر» بعد از سوره لیل نازل شده‌است (همچنانکه در طبیعت هم سپیده دم فجر، پس از شب فرا می‌رسد).

### فضیلت سوره
- در حدیثی منسوب به محمد گفته شده: کسی که آن را در شبهای دهگانه (ده شب اول ذی الحجه) بخواند خداوند گناهان او را می‌بخشد و کسی که در سایر ایام بخواند نور و روشنائی خواهد بود برای روز قیامتش.
- در حدیثی منسوب به جعفر صادق گفته شده:

سوره فجر را در هر نماز واجب و نماز مستحب بخوانید که سوره حسین بن علی است، هرکس آن را بخواند با حسین بن علی در قیامت در درجه او از بهشت خواهد بود.
معرفی این سوره به عنوان «سورة حسین بن علی» می‌تواند به این خاطر باشد که مصداق روشن «نفس مطمئنه» حسین بن علی است (همان گونه که در حدیثی از جعفر صادق آمده‌است).